# Christine Van Broeckhoven
Christine L. Van Broeckhoven (Amberes, 9 de abril de 1953) es una científica y mujer política belga.

## Vida
Estudió bioquímica e hizo un doctorado en biología molecular. Es profesora de la Universidad de Amberes y editora asociada de la revista científica Genes, Brain and Behavior. Es gran oficial de la Orden de Leopoldo. En 2006 recibió el Premio L'Oréal-UNESCO a Mujeres en Ciencia.

### Trayectoria políticas
Fue diputada federal belga del 10 de junio de 2007 al 6 de mayo de 2010.